# Pêro Soares
Pêro Soares era una freguesia portuguesa del municipio de Guarda, distrito de Guarda.

## Historia
Fue suprimida el 28 de enero de 2013, en aplicación de una resolución de la Asamblea de la República portuguesa promulgada el 16 de enero de 2013 al unirse con las freguesias de Mizarela y Vila Soeiro, formando la nueva freguesia de Mizarela, Pêro Soares e Vila Soeiro.